# 1465
1465 (MCDLXV) fue un año común comenzado en martes del calendario juliano.

## Acontecimientos
- 28 de febrero: se produce la batalla de Calaf.
- 5 de junio: Enrique IV, es destronado en la farsa de Ávila (España).
- 13 de julio: batalla de Montlhéry.
- 20 de octubre: se produce la batalla de Montenaken.
- El rey de Suecia, Carlos VIII es depuesto. Kettil Karlsson Vasa es nombrado regente.
- Kettil Karlsson Vasa muere. Le sustituye Jöns Bengtsson Oxenstierna.
- Amadeo IX se convierte en duque de Saboya.

## Nacimientos
- Hans Holbein el Viejo (probable).
- Piri Reis, pirata y cartógrafo turco.
- Scipione del Ferro, matemático italiano.
- Pedro Escobar: compositor y maestro español.
- Diego Velázquez de Cuéllar
- Gil Vicente, dramaturgo y poeta portugués.

## Fallecimientos
- Kettil Karlsson Vasa, regente de Suecia.
- Luis de Saboya, duque de Saboya.
- 5 de enero - Charles, Duque de Orleans, poeta francés (n. 1394)
- 2 de febrero - Rodrigo Enríquez, deán de la catedral de Palencia y bisnieto del rey Alfonso XI de Castilla.
- Abril - Joanot Martorell Autor del libro de caballerías Tirant lo Blanch